# Bahadurpur
Bahadurpur (em panjabi: ਬਹਾਦਰਪੁਰ) é uma aldeia localizada no distrito de Shaheed Bhagat Singh Nagar, no estado de Punjab, na Índia. Está localizado a 10 (6,2 mi) quilômetros de Rahon, 4,2 (2,6 mi) quilômetros da cidade de Aur, 13 quilômetros (8,1 mi) do distrito Shaheed Bhagat Singh Nagas e 100 quilômetros (62 mi) da capital do estado, Chandigarh. A aldeia, assim como as demais indianas, é governada por um sarpanch, eleito democraticamente pela maioria da população residente no assentamento.

## Demografia
Segundo o relatório publicado pelo Censo da Índia de 2011, a aldeia Bahadurpur é composta por um total de 195 casas e a população total é de 997 habitantes, dos quais 512 são do sexo masculino e 455, do sexo feminino. O nível de alfabetização da aldeia é 79.05% maior que a média do estado, a qual é de 75.84%.
Conforme constatação do Censo, 349 pessoas exercem seu trabalho fora da aldeia; dessas, 294 são homens e 55 são mulheres. O levantamento do governo também consta que 87.97% dos trabalhadores ocupam um serviço como trabalho formal e único, enquanto os outros 12.03% estão envolvidos em atividades marginais, trabalhando como meio de subsistência em diferentes lugares em menos de seis meses.

## Educação
Na aldeia, não há nenhuma escola, e os estudantes precisam ir a outras aldeias para estudar; muitas dessas aldeias estão distantes por dez quilômetros. Nas proximidades, destaca-se a Lovely Professional University a 48 quilômetros. Outras instituições de ensino também representam papel importante na região, como o Sikh National College e o Colégio KC.

## Transporte
A estação de trem mais próxima de Bahadurpur é Nawanshahr; no entanto, a estação principal, Garhshankar, está a 30 quilômetros (19 mi) de distância. O aeroporto mais perto é Sahnewal, localizado a 57 quilômetros, e o aeroporto internacional mais próximo é o Sri Guru Ram Dass Jee, a 156 quilômetros.